# ぷちぱら文庫
ぷちぱら文庫（ぷちぱらぶんこ）とは、パラダイムより刊行されている日本の文庫版小説レーベルである。

## 概要

### 来歴・特徴
ぷちぱら文庫は、2010年9月30日にパラダイムから創刊された。
同社の新書レーベル「PARADIGM NOVELS（パラダイムノベルス）」と同様のコンセプトを持ち、美少女ゲーム（アダルトゲーム）を原作として小説化した挿絵付きジュブナイルポルノの専門レーベルである。
前述のパラダイムノベルスとの差異は、新書・文庫の判型の違いの他、専門メーカーによる商業作品のみならず同人サークル（個人サークルではなく法人組織の「企業系同人」）のゲーム作品も数多く小説化している点が挙げられる。
内容は、陵辱物などのハードコア路線からライトコメディのハーレムものまで、幅広いジャンルの作品を題材として刊行されている。
また、過去にパラダイムノベルスから刊行された作品を文庫化するケースも少数ながら存在する。
刊行ペースとしては、毎月4冊前後を刊行している（何週かに分けて刊行され、時期は不定となっているが、金曜日発売になる事が多い）。なお、各作品に与えられている整理番号(No.)は、発売された順序と必ずとも一致していない。

### 関連レーベル
派生レーベルとして、ゲーム作品を原作としない「ぷちぱら文庫Creative」がある。
2011年2月に開始した最初期の「ぷちぱら文庫Creative」は「ぷちぱら文庫」内のシリーズとして刊行された。
レーベル第1作となる『初恋相手が弟だけど、お姉ちゃんはヘンじゃありません!』は「ぷちぱら文庫No.10／ぷちぱら文庫Creative(001)」として刊行。
続いて『ツインクル☆マイシスター 妹バンドはお兄ちゃん限定!』が「ぷちぱら文庫No.13／ぷちぱら文庫Creative(002)」、『おた☆こい 〜理想の彼女とイチャラブえっち〜』が「ぷちぱら文庫No.21／ぷちぱら文庫Creative(003)」、『それでも水着は脱がさない!』が「ぷちぱら文庫No.23／ぷちぱら文庫Creative(004)」として刊行され、以上の4作品はぷちぱら文庫としてのナンバリングを受けている。
レーベル第5作目となる『俺と幼なじみの仲を妹が邪魔をする』では、ぷちぱら文庫Creativeとしてナンバリングを受け、パラダイム公式ホームページでもぷちぱら文庫Creativeの特設サイトでの取り扱いとなる（ただし「ぷちぱら文庫／ぷちぱら文庫Creative 005」となっており、同作の刊行時点で完全にレーベルとして独立したかどうかはやや曖昧である）。
レーベル第6作目となる『おた☆こい Ver.2 〜声の天使と同棲生活〜』では「ぷちぱら文庫Creative 006」となった事で、以降はぷちぱら文庫Creativeとしての専用ナンバーで刊行されている。
ぷちぱら文庫Creativeのラインナップ詳細に関しては（ぷちぱら文庫Creative#作品一覧）を参照。

## 作品一覧
- No. - ぷちぱら文庫におけるナンバリング。
- タイトル - 書籍の題名。原作ゲームの題名とは異なる場合がある（表記は基本的にぷちぱら文庫に準拠）。
- 著者 - 小説の作者。原作ゲームのシナリオ担当者とは異なる場合がある。
- 挿画等 - 基本的に原作ゲームの原画家が担当しており、「挿絵」もしくは「画」クレジットとなる（クレジットの区分は基本的にぷちぱら文庫に準拠）。
- 原作ブランド - 原作ゲームのブランド名、レーベル名、サークル名など（表記は基本的にぷちぱら文庫に準拠）。
- 備考 - 同一シリーズの巻数など。ただし原作ゲームが同一の場合のみシリーズ扱い（ゲーム第1作・ゲーム第2作などを個別に小説化した場合は含まず）。

### あ行
| No. | タイトル                                                  | 著者       | 挿画等                                              | 原作ブランド          | 備考        |
| --- | --------------------------------------------------------- | ---------- | --------------------------------------------------- | --------------------- | ----------- |
| 08  | 愛妻日記                                                  | 布施はるか | 黒田晶見                                            | ORCSOFT               |             |
| 06  | あいすのっ!                                               | 夜空野ねこ | refeia                                              | あるてみす。          |             |
| 09  | 朝からずっしり・ミルクポット                              | 蝦沼ミナミ | みさくらなんこつ、あらいぐま、 三色網戸。、蜜キング | ハースニール          |             |
| 020 | 朝からずっしり・ミルクポット2リットル                     | 蝦沼ミナミ | みさくらなんこつ                                    | ハースニール          |             |
| 149 | 甘やかしたりしないぞ!                                     | 北原みのる | 綾瀬はづき                                          | Norn                  |             |
| 133 | いっ〜ぱい甘えてね♪                                       | 北原みのる | 綾瀬はづき                                          | Norn                  |             |
| 017 | 妹孕ませっくす                                            | 沖田和彦   | 熊虎たつみ                                          | Parthenon             |             |
| 069 | 宇宙海賊サラ 姉妹騎士の英雄調教                           | 春風栞     | カガミ                                              | Lilith                |             |
| 021 | おた☆こい -理想の彼女とイチャラブえっち-                  | 箕崎准     | 三色網戸。                                          | ※ぷちぱら文庫Creative | シリーズ3巻 |
| 180 | おやじでも女子学生と孕ませ多重婚ができる法律ができました! | 黒瀧糸由   | 置弓枷                                              | Miel                  |             |

### か行
| No. | タイトル                                                          | 著者       | 挿画等   | 原作ブランド     | 備考 |
| --- | ----------------------------------------------------------------- | ---------- | -------- | ---------------- | ---- |
| 123 | 褐色アナメイト -桃尻っ娘を堕とせ♪-                                | 夜空野ねこ | 葵渚     | Lilith           |      |
| 03  | 姦禁少女                                                          | 春風栞     | ポチ加藤 | クレージュエース |      |
| 014 | 監獄戦艦 -非道の洗脳改造航海-                                     | 布施はるか | カガミ   | Lilith           |      |
| 095 | 監獄戦艦2 要塞都市の洗脳改造                                      | 布施はるか | カガミ   | AnimeLilith      |      |
| 202 | キモメン底辺職でも巨根ならハーレムギルドの主になれる!?            | 蝦沼ミナミ | 石井彰   | Miel             |      |
| 164 | キモメンでも巨根なら国民的アイドルグループをハーレムにできる!?    | 北原みのる | 石井彰   | Miel             |      |
| 139 | キモメンでも巨根なら名門校のお嬢様を専用孕まセレブビッチにできる! | 黒瀧糸由   | 石井彰   | Miel             |      |
| 190 | 巨根で種付け牧場になる町 -名門母娘たちを片っぱしから孕ま征服!-    | 田中珠     | 石井彰   | Miel             |      |
| 154 | 巨根で生ハメ王になれる学園                                        | 田中珠     | 石井彰   | Miel             |      |
| 018 | 紅蓮の守護天使ファルナ                                            | 夜空野ねこ | とろろ   | Parthenon        |      |

### さ行
| No. | タイトル                                                   | 著者       | 挿画等               | 原作ブランド             | 備考        |
| --- | ---------------------------------------------------------- | ---------- | -------------------- | ------------------------ | ----------- |
| 165 | 最強の不良が女体化! ツンデレ俺口調の美少女に!?             | 布施はるか | 綾瀬はづき           | Norn                     |             |
| 015 | しゃーまんず・さんくちゅあり -巫女の聖域-                  | 天草白     | アシオ               | アリスソフト             |             |
| 04  | Sugar+Spice2 -明日の明日のまた明日-                        | 森崎亮人   | ぎん太               | チュアブルソフト         |             |
| 059 | 処女のシモベくん♪                                          | 夜空野ねこ | りゅうき夕海         | Lilith                   |             |
| 147 | 戦国魔姦                                                   | 蝦沼ミナミ | 呉マサヒロ、のぶしと | BlackLilith              |             |
| 102 | 聖エステラ学院の七人の魔女 -魔女の噂って…聞いたことある?-  | 緒莉       | M&M                  | アストロノーツ・シリウス | シリーズ2巻 |
| 111 | 聖エステラ学院の七人の魔女 -大丈夫…私はあなたの魔女だから- | 緒莉       | M&M                  | アストロノーツ・シリウス | シリーズ2巻 |
| 023 | それでも水着は脱がさない!                                  | 玉城琴也   | 珈琲貴族             | ※ぷちぱら文庫Creative    |             |

### た行
| No. | タイトル                                                     | 著者       | 挿画等             | 原作ブランド             | 備考        |
| --- | ------------------------------------------------------------ | ---------- | ------------------ | ------------------------ | ----------- |
| 030 | 対魔忍アサギ                                                 | 蝦沼ミナミ | カガミ             | Lilith                   |             |
| 073 | 対魔忍アサギ2 -淫謀の東京キングダム-                         | 蝦沼ミナミ | カガミ             | Lilith                   |             |
| 100 | 対魔忍アサギ3 上巻 最強の対魔忍 -井河アサギ編-               | 蝦沼ミナミ | カガミ、葵渚       | Lilith                   | シリーズ2巻 |
| 108 | 対魔忍アサギ3 下巻 鋼鉄の死神 -甲河アスカ編-                 | 蝦沼ミナミ | カガミ、葵渚       | Lilith                   | シリーズ2巻 |
| 074 | 対魔忍ムラサキ -くノ一傀儡奴隷に堕つ-                        | 春風栞     | カガミ             | Lilith                   |             |
| 143 | たっ〜ぷり弄ってあげる♪                                      | 北原みのる | 綾瀬はづき         | Norn                     |             |
| 207 | 種付け教室〜今からみんなに先生の特濃精子で孕んでもらいます〜 | 田中珠     | 赤木リオ           | Miel                     |             |
| 013 | ツインクル☆マイシスター 妹バンドはお兄ちゃん限定!            | 玉城琴也   | 牧だいきち         | ※ぷちぱら文庫Creative    |             |
| 012 | 通学電車で露出彼女に恋したら!?                               | 布施はるか | 橘由宇             | ソフトさ〜くるクレージュ |             |
| 198 | ツンマゾ魔王とピュアエロ勇者があらわれた!                    | 布施はるか | 綾瀬はづき         | Norn                     |             |
| 052 | Tentacle and Witches                                         | 蝦沼ミナミ | 葵渚               | LilithMist               |             |
| 02  | Temptation -催淫の奈落-                                      | 春風栞     | 唯々月たすく       | Parthenon                |             |
| 07  | Temptation2                                                  | 春風栞     | 唯々月たすく       | Parthenon                |             |
| 022 | Temptation naked                                             | 春風栞     | 唯々月たすく       | Parthenon                |             |
| 011 | 投稿少女                                                     | 春風栞     | じろう、牧だいきち | クレージュエース         |             |

### な行
| No. | タイトル                   | 著者     | 挿画等       | 原作ブランド | 備考 |
| --- | -------------------------- | -------- | ------------ | ------------ | ---- |
| 019 | 二刀を追うものは一刀も得ず | 神堂劾   | とろろ       | あるてみす。 |      |
| 01  | 姉Summer!                  | 沖田和彦 | すめらぎ琥珀 | あるてみす。 |      |
| 05  | 姉Summer!2                 | 沖田和彦 | すめらぎ琥珀 | あるてみす。 |      |

### は行
| No. | タイトル                                                                               | 著者       | 挿画等     | 原作ブランド          | 備考 |
| --- | -------------------------------------------------------------------------------------- | ---------- | ---------- | --------------------- | ---- |
| 189 | は〜れむふぁんたじ〜! -中二病が勇者になって幼馴染や姫、魔王と甘イチャHな子作り冒険♪-   | 蝦沼ミナミ | 綾瀬はづき | Norn                  |      |
| 016 | 箱入少女                                                                               | 春風栞     | じろう     | クレージュエース      |      |
| 010 | 初恋相手が弟だけど、お姉ちゃんはヘンじゃありません!                                    | 天姫あめ   | 音音       | ※ぷちぱら文庫Creative |      |
| 038 | 孕ませて青龍君! -仁義なき女の闘い-                                                     | 島津出水   | のぶしと   | Lilith                |      |
| 179 | 武将娘と子作り生活 -凛々しく可憐な戦国美少女があなたの子種を巡ってエロイチャ孕み合戦!- | 夜空野ねこ | 京極燈弥   | Norn                  |      |

### ま行
| No. | タイトル                                                     | 著者     | 挿画等   | 原作ブランド | 備考 |
| --- | ------------------------------------------------------------ | -------- | -------- | ------------ | ---- |
| 121 | マーブル★ブルマ                                              | 緒莉     | 珈琲貴族 | Noesis       |      |
| 195 | 魔法騎士ピュアナイツ -正義のヒロインは孕ませハーレム肉便器♪- | 黒瀧糸由 | 石井彰   | Miel         |      |

### や行
| No. | タイトル                       | 著者   | 挿画等     | 原作ブランド | 備考 |
| --- | ------------------------------ | ------ | ---------- | ------------ | ---- |
| 118 | ヤンキー彼女と子作り学園ライフ | 田中珠 | 綾瀬はづき | Norn         |      |